# 'т-Вауд
'т-Вауд (нід. 't Woud) — селище в нідерландській провінції Гелдерланд. Входить до муніципалітету Нейкерк.
Було засноване фермерами на початку 20-го сторіччя.